# Protestantische Kirche (Blieskastel)

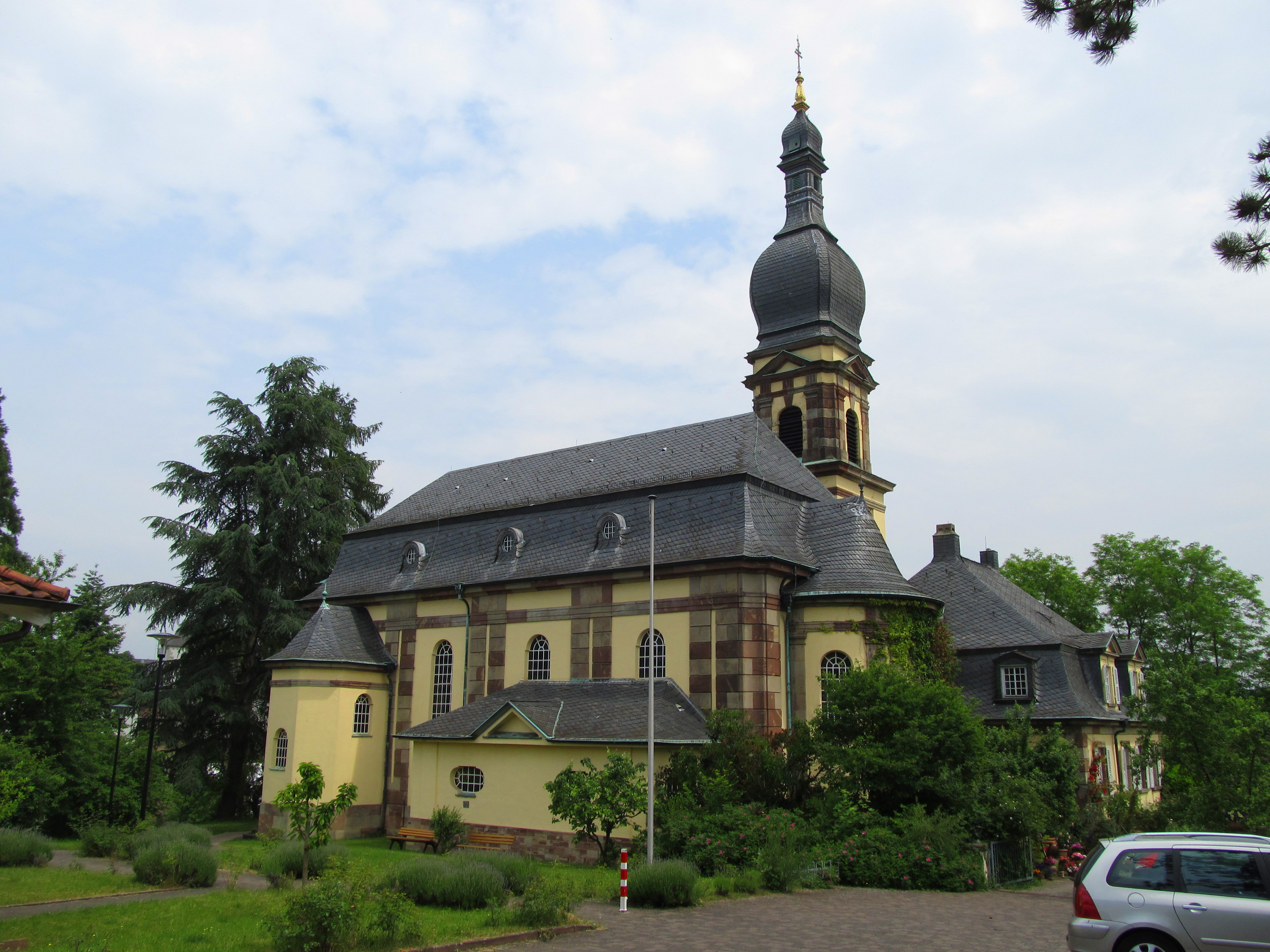
Die protestantische Kirche in Blieskastel

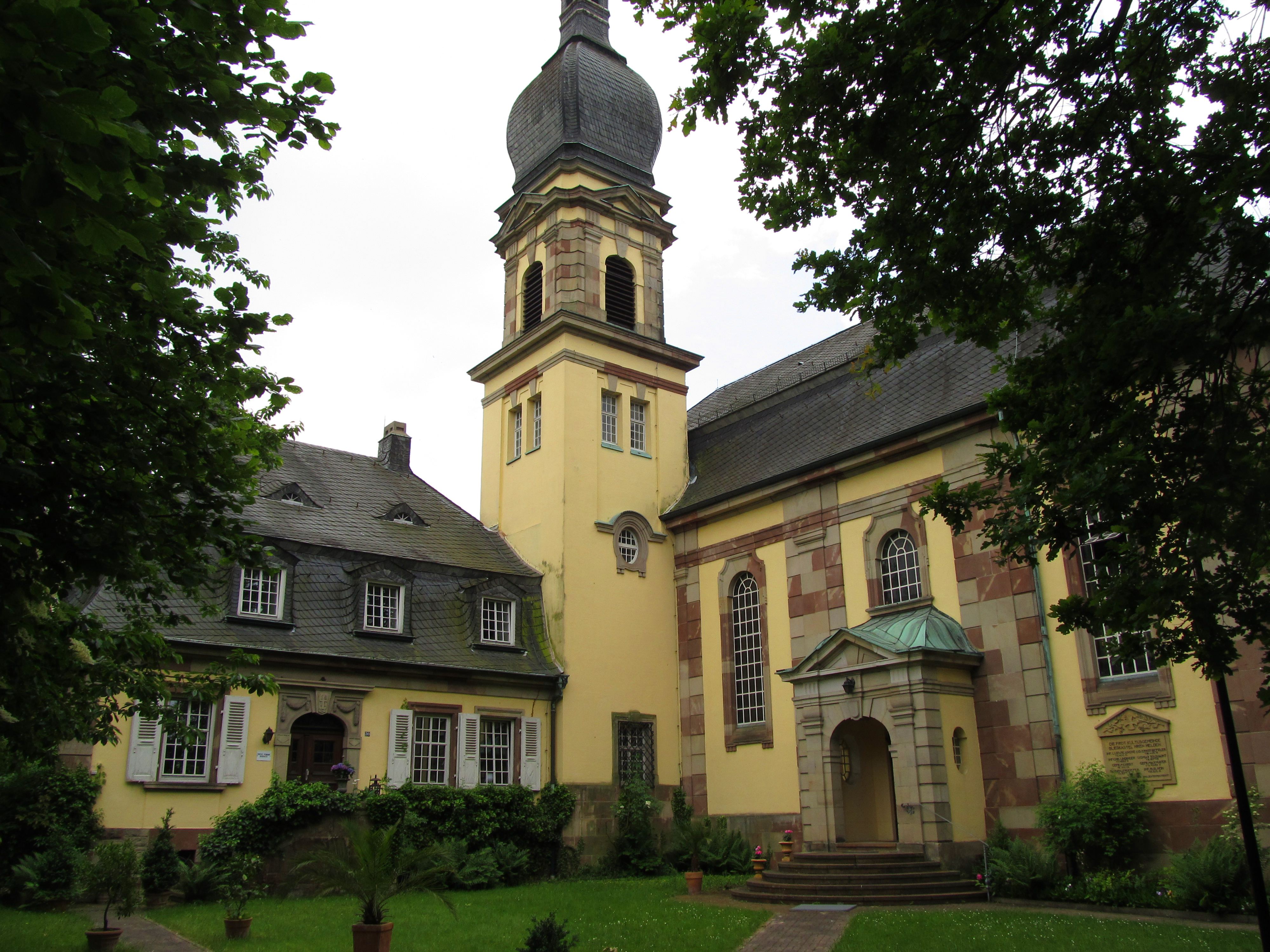
Blick auf die Ostseite der Kirche mit Seitenportal, links das Pfarrhaus

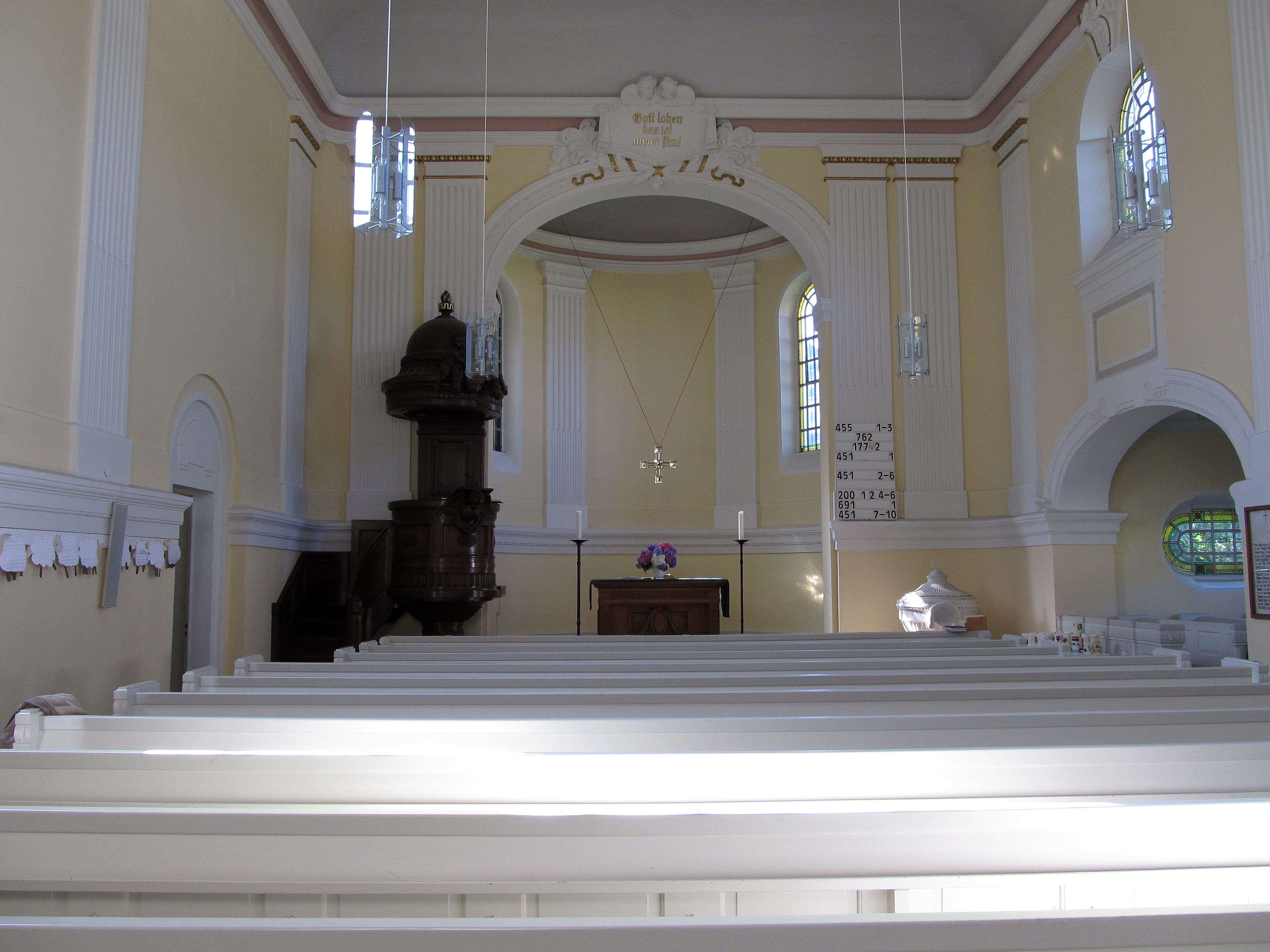
Blick ins Innere der Kirche

Die Protestantische Kirche Blieskastel ist die Kirche der protestantischen Kirchengemeinde Blieskastel im Kirchenbezirk (Dekanat) Zweibrücken der Evangelischen Kirche der Pfalz. Das neobarocke Gebäude steht auf einer Anhöhe („Auf der Agd“) im südlichen Teil von Blieskastel-Mitte, dessen Stadtbild es entscheidend mitprägt.

## Geschichte
Die Einwohner der ehemaligen leyenschen Herrschaft Blieskastel waren fast ausschließlich katholisch. Die in der Diaspora lebenden evangelischen Christen wurden bis 1887 von Mimbach aus – seit 1974 ein Stadtteil von Blieskastel – betreut. Ende des 19. Jahrhunderts und zu Beginn des 20. Jahrhunderts nahm die Zahl der Protestanten in Blieskastel zu, sodass ein eigenes Kirchengebäude mit zugehörigem Pfarrhaus errichtet werden konnte. Architekt Ludwig Wagner entwarf die Baupläne. Der erste Spatenstich erfolgte am 1. März 1911; knapp zwei Monate später, am 30. April 1911, wurde der Grundstein gelegt. Bereits im darauffolgenden Jahr konnte die Kirche am 8. September 1912, am 14. nach Trinitatis, feierlich geweiht werden. Bereits am Vorabend erklangen die vier Kirchenglocken, während unter Raketen und Feuerwerk Kirche und Pfarrhaus in roter bengalischer Flamme erstrahlten.
Während des Ersten Weltkriegs wurden 1917 drei der vier Glocken als Rohstoffmaterial für die Waffenproduktion eingeschmolzen. Im Verlauf des Zweiten Weltkriegs wiederholte sich der Vorgang, als drei von der Kirchengemeinde 1923 neu gegossene Glocken 1942 als kriegswichtiges Material beschlagnahmt und eingeschmolzen wurden. Nur die sogenannte „Arbeiterglocke“, die 1912 vom protestantischen Arbeiterverein gestiftet wurde, verblieb beide Male im Turm. Das Presbyterium (Kirchengemeindeleitung) von Blieskastel beschloss nach dem Krieg, keine neuen Glocken mehr zusätzlich anzuschaffen, um damit an die Schrecken der beiden Weltkriege zu erinnern. Erst 2007 entschloss sich die Kirchengemeinde, die fehlenden drei Glocken wieder zu ergänzen. Am 9. Dezember 2007 wurden die neuen Glocken, die von der Glockengießerei Bachert Karlsruhe GmbH gegossen wurden, mit einem Festgottesdienst in Dienst gestellt und läuteten am Heiligabend des gleichen Jahres um 17 Uhr zum ersten Mal.

## Architektur
Lange wurde überlegt, ob man sich bei dem Blieskasteler Kirchenneubau dem hauptsächlich aus dem 18. Jahrhundert stammenden barocken Gepräge des Stadtbildes anpassen oder „zeitgemäß“ bauen sollte. Man entschied sich schließlich für die Anpassung an das alte Gepräge.
Das Kirchengebäude zeigt deutliche Einflüsse des französischen Spätbarocks. Erkennbar ist dies u. a. an der geputzten, mit rotem Sandstein gegliederten Fassade und dem hohen schiefergedeckten Mansardwalmdach. Weithin sichtbar ist der schlanke Kirchturm, der den Durchgang vom Pfarrhaus zum eigentlichen Kirchengebäude bildet. Äußerlich ist das Gebäude reich durch Treppenhäuser, Vorhallen, Anbauten sowie zahlreiche Pilaster gegliedert. Das Hauptportal an der Nordseite hat einen Flachbogenabschluss. Ein Seitenportal mit Säulenportikus befindet sich im Osten.
Das Kircheninnere ist eine reine Saalkirche mit Orgelempore. Hauptschmuck des einfach gehaltenen Raumes sind Altar und Taufstein sowie die reichgeschnitzte Kanzel aus dunkelgebeiztem Eichenholz mit Vergoldung.

## Orgel
Die Orgel der Kirche wurde 1912 als opus 1126 durch das Orgelbauunternehmen G. F. Steinmeyer & Co. KG (Oettingen) erbaut. Das Instrument verfügte damals über 12 klingende Register auf zwei Manualen und Pedal. Hinzu kamen einige Nebenregister. Aufgestellt ist die Orgel mit freistehendem Spieltisch auf einer Empore. Die Windladen sind pneumatische Membranladen. Der Orgelprospekt baut sich links und rechts neben dem Emporenfenster auf und wurde von Ludwig Wagner, dem Architekten des Kirchengebäudes entworfen. Die Blieskasteler Orgel ist neben der 1913 erbauten Steinmeyer-Orgel der katholischen Pfarrkirche St. Anna in Biesingen die einzige der Orgelbauwerkstatt aus dieser Zeit im Bereich des Saarpfalz-Kreises, die noch zum größten Teil erhalten ist.
Eine Barockisierungswelle im Orgelwesen, die nach dem Zweiten Weltkrieg einsetzte, traf auch die Blieskasteler Orgel. Da das Instrument nicht den neobarocken Klangvorstellungen der „Orgelbewegung“ entsprach, erfolgte 1960 nach Plänen von Adolf Graf eine Umgestaltung und Erweiterung durch den Orgelbaumeister Lotar Hintz (Heusweiler). Es wurden zwei neue Kanzellen hinzugefügt und auch der innere Aufbau des Spieltisches wurde verändert, ebenso wie die Disposition. Das Instrument verfügte nun über 14 Register.
| I Hauptwerk C–g3 |           |       |
| 1.               | Prinzipal | 8′    |
| 2.               | Rohrflöte | 8′    |
| 3.               | Oktav     | 4′    |
| 4.               | Gedackt   | 4′    |
| 5.               | Oktav     | 2′    |
| 6.               | Mixtur V  | 1 ⁄3′ |

| II Schwellwerk C–g3 |             |                |
| 7.                  | Gedackt     | 8′             |
| 8.                  | Gemshorn    | 4′             |
| 9.                  | Prinzipal   | 2′             |
| 10.                 | Quinte      | 1 ⁄3′          |
| 11.                 | Sesquialter | 2 ⁄3′ + 1 3⁄5′ |
| 12.                 | Scharff V   | 1′             |

| Pedal C–f1 |          |     |
| 13.        | Subbass  | 16′ |
|            | Zartbass | 16′ |
| 14.        | Violon   | 8′  |

- Koppeln: II/I, I/P, II/P
- Spielhilfen: Forte, Fortissimo

Anmerkungen
1. ↑  Windabschwächung des Subbass 16′

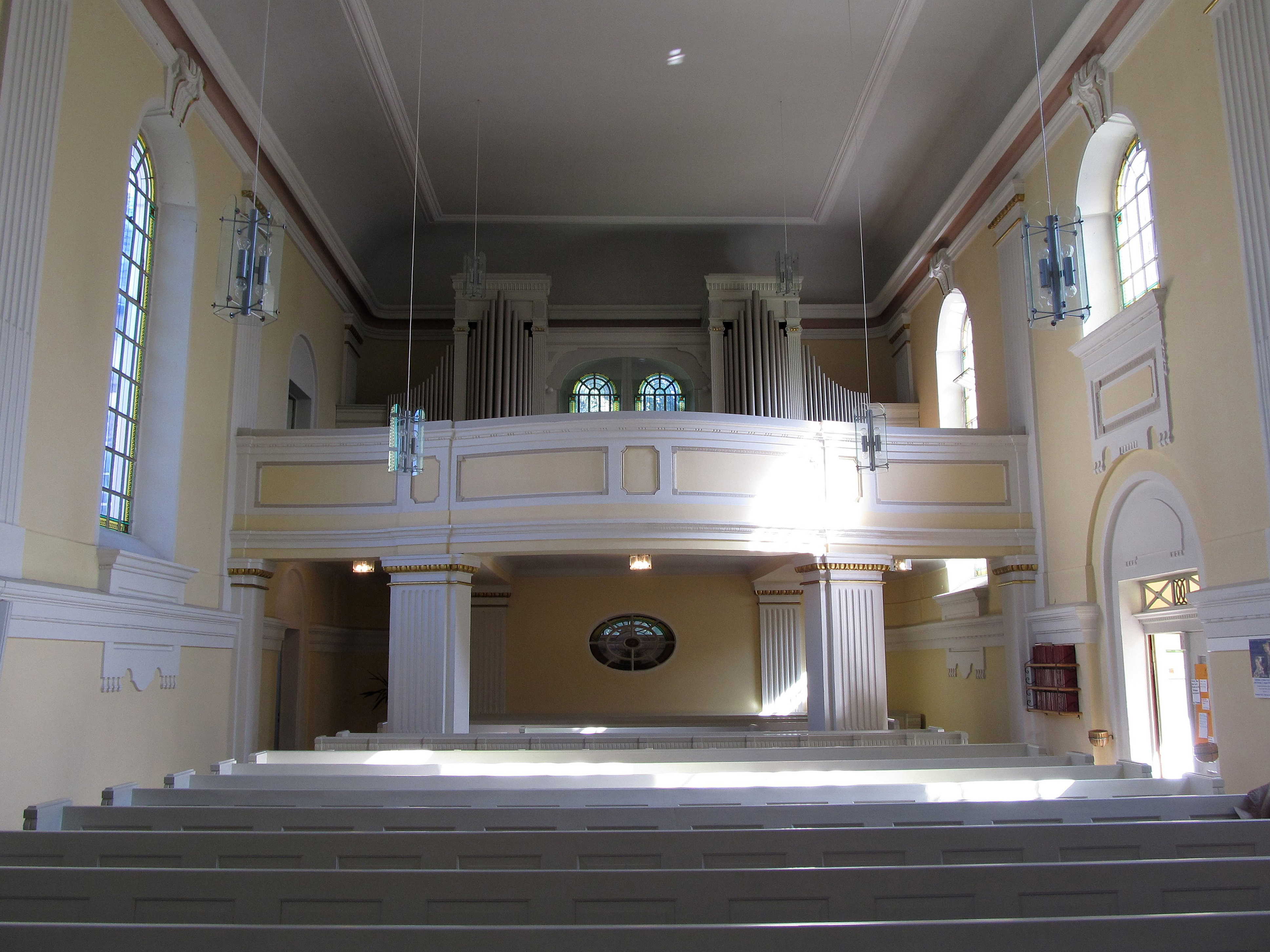
Blick zur Orgelempore

Seit den späten 1980er Jahren stiegen die Unzuverlässigkeit und die Störanfälligkeit der Orgel, was besonders auf beträchtlichen Holzwurmbefall zurückzuführen war. Im Jahr 2009 erfolgte schließlich eine umfassende Renovierung des Instruments durch den Orgelbaumeister Peter Ohlert (Kirkel), bei der die klanglichen Veränderungen von 1960 rückgängig gemacht wurden. Dies geschah durch den Einbau von Steinmeyer-Originalregistern bzw. passendem Pfeifenwerk aus der Zeit der Erbauung des Werks. Da die beiden 1960 hinzugefügten Kanzellen im Hauptmanual handwerklich nicht zu beanstanden waren, wurden sie als „gewachsener Zustand“ beibehalten. Die Disposition von 1912 wurde wiederhergestellt, ergänzt um zwei Register auf den beiden beibehaltenen Kanzellen. Durch die Anbringung von zwei originalen Registerwippen konnte der Spieltisch stilgerecht ergänzt werden. Die Restaurierung der gesamten technischen Anlage erfolgte nach den Grundsätzen der Denkmalpflege. Alle Spielhilfen, die 1960 teilweise stillgelegt wurden, konnten reaktiviert werden. Außerdem erhielten die Prospektpfeifen von 1912 eine neue Bronzierung. In einem Gottesdienst und in einem abendlichen Konzert am 29. November 2009 wurde die Orgel der Gemeinde übergeben.
| I Manual C–g3 (–g4) |               |    |
| 1.                  | Principal     | 8′ |
| 2.                  | Soloflöte     | 8′ |
| 3.                  | Salicional    | 8′ |
| 4.                  | Octave        | 4′ |
| 5.                  | Gedeckt       | 4′ |
| 6.                  | Mixtur III–IV | 2′ |

| II Manual C–g3 (–g4) |                    |    |
| 7.                   | Viola              | 8′ |
| 8.                   | Vox angelica ab c0 | 8′ |
| 9.                   | Gedeckt            | 8′ |
| 10.                  | Gemshorn           | 4′ |
| 11.                  | Flageolett         | 2′ |
| 12.                  | Sesquialter II     |    |

| Pedal C–f1 |          |     |
| 13.        | Subbass  | 16′ |
|            | Zartbass | 16′ |
| 14.        | Violon   | 8′  |

- Koppeln: II/I, I/P, II/P, Sub II, Sub II/I, Super I, Super II
- Spielhilfen: zwei feste Kombinationen (MF,FF), automat. Pianopedal (nicht abschaltbar), Walze, Schweller für 2. Manual

Anmerkungen
1. ↑  Windabschwächung des Subbass 16'

## Sonstiges
Eine Zufahrtsstraße zur Kirche, die „Dekan-Albrecht-Straße“, trägt den Namen des Pfarrers der protestantischen Kirchengemeinde zur Zeit der Erbauung 1911/12.
Das Kirchengebäude, das zeitgleich errichtete Pfarrhaus und der ebenfalls zum Bauensemble gehörende, räumlich etwas abgesetzte kleine Teepavillon stehen seit 1986 unter Denkmalschutz, genauso wie die gesamte noch aus der Erbauungszeit stammende Innenausstattung. Zum denkmalgeschützten Ensemble „Evangelische Kirche ‚Auf der Agd‘“ gehört außerdem noch das 1929 in barockisierender Bauweise errichtete ehemalige Forstamtsgebäude, ein eingeschossiger Putzbau mit hohem Sockel und Mansarddach, der mit Schiefer gedeckt ist.
In unmittelbarer Nähe der Kirche steht seit dem Jahr 2000 das „Käthe-Luther-Haus“, das protestantische Gemeindehaus.